# Posedlost (film, 1992)
Posedlost (francouzsky Fatale, anglicky Damage) je francouzsko-britský hraný film z roku 1992, který režíroval Louis Malle podle stejnojmenného románu Josephine Hart. Snímek měl světovou premiéru dne 9. prosince 1992.

## Děj
Politik Stephen Fleming, ženatý a otec dvou dětí, se vášnivě zamiluje do Anny, přítelkyně svého syna Martyna.

## Obsazení
| Jeremy Irons        | Stephen Fleming   |
| Juliette Binocheová | Anna Barton       |
| Miranda Richardson  | Ingrid Fleming    |
| Rupert Graves       | Martyn Fleming    |
| Ian Bannen          | Edward Lloyd      |
| Peter Stormare      | Peter Wetzler     |
| Gemma Clarke        | Sally Fleming     |
| Julian Fellowes     | Donald Lyndsay    |
| Leslie Caronová     | matka Anny Barton |
| Tony Doyle          | premiér           |
| Ray Gravell         | Raymond           |
| Susan Engel         | Miss Snow         |
| David Thewlis       | detektiv          |

## Ocenění
- Filmové ceny Britské akademie: nejlepší herečka ve vedlejší roli (Miranda Richardsonová)
- Zlatý glóbus: nominace na nejlepší herečku ve vedlejší roli (Miranda Richardsonová)
- Oscar: nominace na nejlepší herečku ve vedlejší roli (Miranda Richardsonová)